# Инфекция: Фаза 2
Инфекция: Фаза 2 (англ. Contracted: Phase II) — американский боди-хоррор, снятый Джошом Форбсом в 2015 году. Является продолжением фильма Инфекция.

## Сюжет
После событий первого фильма у Райли начинают проявляться те-же симптомы что и у Саманты. В панике он решается найти того кто заразил Саманту и получить от него лекарство. У Би Джея (источника болезни) в планах взорвать бомбу чтобы заразить как можно большее количество людей, однако после начала сотрудничества Райли с детективом Кристалл Янг взрыв удаётся предотвратить, однако Райли всё-же поддаётся болезни и становится зомби, нападая на Би Джея. Детектив Кристалл Янг стреляет и убивает Райли.
В сцене после титров показано, что Би Джей жив и находится в больнице, а врач с татуировкой «Аваддон» говорит ему «Очень скоро, мой друг, очень скоро».

## В ролях
| Актёр              | Роль            |
| ------------------ | --------------- |
| Мэттью Мерсер      | Райли Маккормик |
| Марианна Палка     | Кристалл Янг    |
| Морган Питер Браун | Би Джей         |
| Анна Лор           | Харпер          |
| Лорел Вейл         | Бренда          |
| Питер Силелла      | Джеймс          |
| Джон Эннис         | Далтон          |
| Наджарра Таунсенд  | Саманта Уильямс |

## Критика
На сайте Rotten Tomatoes фильм имеет рейтинг 38% на основе 13 рецензий со средним баллом 3.60/10. На сайте Metacritic фильм имеет оценку 35 из 100 на основе 7 рецензий критиков, что соответствует статусу «отрицательные отзывы».